# Störung auf der Start- oder Landebahn
Eine Störung auf der Start- oder Landebahn (englisch: Runway incursion) besteht, wenn ein Flugzeug, Fahrzeug oder eine Person unerlaubt auf eine gerade in Nutzung befindliche Start- und Landebahn eines Flugplatzes gelangt, auch ohne dass dadurch die Gefahr eines Zusammenstoßes mit einem startenden oder landenden Flugzeug besteht. Typische Vorfälle sind beispielsweise das versehentliche Queren durch ein Flugzeug oder das nicht rechtzeitige Verlassen durch ein Follow-me-Car.

## Definition
Die internationale zivile Luftfahrtorganisation ICAO definierte Störung auf der Start- oder Landebahn am 27. April 2006 wie folgt:

Any occurrence at an aerodrome involving the incorrect presence of an aircraft, vehicle, or person on the protected area of a surface designated for the landing and take-off of aircraft.

„Jeglicher Vorfall auf einem Flugplatz, der das unerlaubte Eindringen eines Flugzeugs, Fahrzeugs oder einer Person in den Sicherheitsbereich einer Fläche, welche für Starts und Landungen von Flugzeugen vorgesehen ist, beinhaltet“

Die amerikanische Flugaufsichtsbehörde FAA übernahm diese Festschreibung 2007. Zuvor hatte sie unterschieden zwischen Begebenheiten mit (runway incursion) und ohne (surface incident, dt.: Vorfall am Boden) Gefährdung.
Die offizielle Definition der Deutschen Flugsicherung (DFS) lautet:

„Eine Runway incursion liegt vor, wenn sich ein Flugzeug, ein Fahrzeug oder eine Person fälschlicherweise in einem Bereich befindet, der für Start oder Landung eines Luftfahrzeugs vorgesehen ist“

## Maßnahmen
Zur Erhöhung der Sicherheit auf Start- und Landebahnen werden solche Vorfälle durch die zuständigen Behörden untersucht und ggf. z. B. technische Abläufe am jeweiligen Flugplatz geändert. Die DFS hat dazu lokale Runway-Safety-Teams eingerichtet. Sofern es in Deutschland zu einem Unfall kommt, beteiligen sich neben der Bundesstelle für Flugunfalluntersuchung (BFU) in Braunschweig, je nachdem, wo die betroffene(n) Maschine(n) gebaut oder registriert wurde(n), ggf. auch die Flugsicherheitsbehörden anderer Länder an der Untersuchung. Insbesondere auf Großflughäfen kann es immer wieder zu gefährlichen Situationen kommen, welche jedoch zumeist ohne jeden Schaden ausgehen. Dennoch werden sämtliche Störungen unabhängig vom Schweregrad ihrer Folgen eingehend geprüft.

## Runway incursion am Beispiel Logan 2005
Am 9. Juni 2005 standen ein Airbus A330-300 der irischen Fluggesellschaft Aer Lingus mit der Flugnummer EI132, besetzt mit 12 Crewmitgliedern und 328 Passagieren, sowie eine Boeing 737-300 der amerikanischen US Airways mit der Flugnummer US1170, besetzt mit fünf Crewmitgliedern und 103 Passagieren, auf ihren Startpositionen auf Startbahn 9 bzw. 15R des Logan Airport in Boston. Wie auf stark frequentierten Flughäfen üblich, war auch an diesem Abend die Flugverkehrskontrolle in mehrere Bereiche aufgeteilt: während Tower West für EI132 zuständig war, zeichnete Tower Ost für US1170 verantwortlich.
Um 19:39:10 Uhr erhielt die Aer Lingus-Maschine vom Tower West die Starterlaubnis für Startbahn 15R. Fünf Sekunden später erteilte Tower Ost dem US Airways-Jet die Freigabe für die die Startbahn 15R kreuzende Runway 9. Aufgrund der zwischen den beiden Startbahnen liegenden Terminalgebäude konnten die Piloten die jeweils andere Maschine zunächst nicht sehen. Während beide Flugzeuge auf Startgeschwindigkeit beschleunigten, bemerkte der Copilot der US Airways-Maschine den Airbus auf der anderen Piste und stellte fest, dass eine Kollision drohte, da sich auf dem Kreuzungspunkt der Startbahnen beide Flugzeuge bereits in der Luft befinden würden. Mit dem Hinweis Keep it down! (dt.: unten bleiben!) schob er das Steuerhorn nach vorne, sodass die Maschine zwar weiter beschleunigte, jedoch nicht abhob, und so unter dem bereits auf 52 Meter gestiegenen Aer Lingus-Jet hindurch rollen konnte. Da aufgrund der bereits erreichten Startgeschwindigkeit ein sicherer Startabbruch nicht mehr möglich war, hob US1170 nach Passieren des Kreuzungspunktes lediglich weiter hinten als vorgesehen sicher ab.
Die nationale Behörde für Flugsicherheit (NTSB) leitete eine Untersuchung ein und fand heraus, dass der Fluglotse im Tower Ost seinem Kollegen im Tower West die Erlaubnis erteilt hatte, EI132 von Startbahn 15R abheben zu lassen. Während er anderen Flugverkehr koordinierte, vergaß er offenbar diese Freigabe und gab seinerseits Starterlaubnis für US1170, obwohl vorgegeben war, Flugzeuge auf Startbahn 9 erst starten zu lassen, sobald Piste 15R frei ist. Das NTSB hielt als Resultat ihrer Ermittlungen unerlaubtes Flugzeug auf der Startbahn, verursacht durch Vorgabenmissachtung des Fluglotsen fest.
Nach diesem Vorfall wurden in Boston die Abläufe dahin gehend geändert, dass nur noch Tower West Anfragen zur Freigabe der Piste 15R entgegennehmen darf, und diese dem Tower Ost unverzüglich anzumelden hat. Nach der Bestätigung durch Tower Ost muss innerhalb von fünf Sekunden die Starterlaubnis an die wartende Maschine erteilt werden, sonst verfällt die Freigabe. Darüber hinaus dürfen sich während eines Starts auf Startbahn 15L keine Flugzeuge auf Piste 9 befinden. Erst wenn die startende Maschine den Kreuzungspunkt passiert, hat Tower West den Lotsen im Tower Ost zu informieren, dass die Kreuzung frei ist, und Startbahn 9 genutzt werden kann.

## Weitere Beispiele
- In den frühen Morgenstunden des 30. November 1970 streifte auf dem Flughafen Lod (heute Flughafen Ben Gurion) eine Boeing 707-373C als Trans-World-Airlines-Flug 645 beim Abheben eine genau in diesem Moment quer über die Startbahn geschleppte Boeing C-97 Stratofreighter der israelischen Luftwaffe. Beide Maschinen fingen Feuer, drei Menschen kamen zu Tode.
- 1972 stieß in Chicago eine startende Douglas DC-9 der North Central Airlines mit einer Convair CV-880 von Delta Air Lines zusammen, die in dichtem Nebel die Startbahn kreuzte. Zehn Menschen wurden getötet, 17 verletzt.
- Auch der bis heute schwerste Unfall der Luftfahrtgeschichte ohne terroristische oder militärische Einwirkung, die Flugzeugkatastrophe von Teneriffa 1977, geschah durch eine Störung auf der Start- und Landebahn.
- Am 11. Oktober 1984 raste eine auf dem Flughafen Omsk landende Tu-154 B-1 der Aeroflot in auf der Landebahn befindliche Wartungsfahrzeuge. Ein Fluglotse hatte erlaubt, die Piste wegen starken Regens zu trocknen, und war kurz darauf eingeschlafen. 174 Passagiere von Aeroflot-Flug 3352 und vier Arbeiter am Boden starben.
- 1991 prallten eine als USAir-Flug 1493 fliegende Boeing 737 und eine weisungsgemäß auf der Startbahn wartende Fairchild Swearingen Metro der SkyWest auf dem Flughafen Los Angeles zusammen, nachdem eine Lotsin der ankommenden Maschine die falsche Piste zugewiesen hatte. Dieser Unfall forderte 34 Menschenleben.
- Beim Flugunfall von Mailand-Linate 2001 nahmen die Piloten einer Cessna CitationJet, begünstigt durch fehlendes Bodenradar und unzureichende Beschilderung, in dichtem Nebel einen falschen Rollweg und wurde von einer startenden MD-80 der SAS gerammt. Alle 114 Personen an Bord der Maschinen sowie vier weitere Menschen am Boden verloren ihr Leben.

- Am 18. November 2022 kollidierte ein Airbus A320neo der chilenischen Fluggesellschaft LATAM Airlines (CC-BHB) während des Startvorgangs auf dem Flughafen Lima mit einem Feuerwehrfahrzeug, mit dem während einer Übung versucht wurde, die Startbahn zu überqueren. Das Flugzeug fing Feuer und wurde abgeschrieben. Zwei Feuerwehrleute wurden getötet, mehrere Flugzeuginsassen teilweise schwer verletzt (siehe auch LATAM-Perú-Flug 2213).[5]

- Am 2. Januar 2024 kollidierte ein Airbus A350-941 der Japan Airlines unmittelbar nach dem Aufsetzen auf dem Flughafen Tokio-Haneda mit einer auf die Startfreigabe wartenden De Havilland DHC-8-315Q der japanischen Küstenwache und kam brennend zum Stillstand. Alle 379 Personen an Bord des Passagierjets konnten sich retten, während nur eines von sechs Besatzungsmitgliedern des Küstenwachflugzeugs lebend geborgen wurde (siehe auch Flugzeugkollision von Tokio-Haneda 2024).[6]

## Ausnahme
Auf Flughäfen, die (auch) militärisch genutzt werden und eine Alarmrotte vorhalten, dürfen die Abfangjäger im Einsatzfall auch Start- und Landebahnen als Rollbahn benutzen, um ihre Startposition schneller erreichen zu können. Diese außerordentliche Nutzung wird nicht als Runway incursion gewertet und daher auch nicht näher untersucht.

## Entwicklungen
Das Airport Surface Detection Equipment, Modell X (ASDE-X) sowie das Airport Movement Area Safety System (AMASS) sind computergestützte Systeme, die Fluglotsen vor möglichen Störungen bei der Startbahnnutzung warnen sollen.